# Cheap Thrills (canción de Sia)
«Cheap Thrills» es una canción de la cantante y compositora australiana Sia, tomada de su séptimo álbum de estudio This Is Acting (2016). El sencillo fue escrito por Sia y Greg Kurstin, y producido por este último. La remezcla de la pista con Sean Paul como artista invitado fue lanzada el 11 de febrero de 2016, que estaría presente en la versión Deluxe del álbum.
«Cheap Thrills» es una canción pop con elementos de house. La remezcla de la canción con Sean Paul contiene influencias de moombahton y dancehall. La canción fue originalmente escrita para el álbum Anti de Rihanna, pero después de que ella lo hubiera rechazado, ya que su álbum estaba completo, Sia decidió conservarlo y utilizarlo para su séptimo álbum de estudio.
En el Reino Unido, «Cheap Thrills» alcanzó el número 2 en el UK Singles Chart. En Estados Unidos, la canción alcanzó la cima de la lista en el número 1 del Billboard Hot 100. Se ha convertido en su primer número uno en Estados Unidos.

## Antecedentes y composición
"Cheap Thrills" fue escrito por Sia y Greg Kurstin, y producido por Kurstin. Originalmente se pretendía que fuera interpretado por Rihanna, pero fue rechazado por ella y también por el dúo sueco de synth pop, Icona Pop.

## Recepción de la crítica
"Cheap Thrills" recibió críticas en su mayoría favorables. Brittany Spanos de la revista Rolling Stone lo calificó como un "himno en parte animoso", mientras que The Guardian escribió que es "una melodía para la fiesta que encaja perfectamente". Nick Levine de NME comentó de la producción "no hay que negar que ésta es otra pista superior y dulce para los oidos en la tendencia actuál, por parte de uno de los compositores más prominentes del pop."

## Promoción

### Presentaciones en vivo
Sia interpretó "Cheap Thrills" en The Tonight Show Starring Jimmy Fallon el 27 de enero de 2016.
También interpretó la canción en Summer concert series en Good Morning America el 22 de julio de 2016.

### Vídeo con la letra de la canción
El 10 de febrero de 2016 se lanzó un vídeo con la letra de la canción que presenta a Sean Paul interpretando un verso nuevo. En el vídeo, aparecen dos personas sin rostro, (los bailarines Minn Vo y Stefanie Klausmann),  llevando pelucas, características de Sia; en el video se busca ganar un concurso de baile en un televisor en blanco y negro de radiodifusión que recuerda a American Bandstand.

## Videos
Un video musical oficial de la canción, fue subido a la cuenta de YouTube de Sia el 21 de marzo del 2016.Cuenta con la participación protagónica de Maddie Ziegler, siendo este el cuarto video que Maddie hace con Sia.

## Rendimiento comercial
La canción alcanzó el número uno en más de 25 países y top 10 en más de 35 países, entre ellos Canadá, Francia, Alemania, España y Suecia. En Australia fue certificado cuádruple platino por la venta de más de 280.000 copias, y alcanzó a llegar al número 6. En Nueva Zelanda, la canción alcanzó el número 3, y fue certificado doble platino por la venta de más de 60.000 copias. También fue certificado cuádruple platino en Suecia, quíntuple platino en España y séptuple platino en Canadá, alcanzando después el número 1 en esos países. En México certificó oro por la venta de más de 30.000 copias y llegó al número 2 de sus listas.
En el Reino Unido, alcanzó el número 2 durante cuatro semanas, y fue certificado doble platino por la venta de más de 1.200.000 copias. También está certificado doble platino en Alemania y Bélgica y platino en Dinamarca y Austria. "Cheap Thrills" fue certificado nonuple platino en Italia y doble diamante en Polonia.
En América del Sur, la canción alcanzó el top 10 en Argentina y Colombia y llegó al número uno en Venezuela.
En Estados Unidos, la canción certificó triple platino por la venta de más de 2.100.000 copias, la canción debutó en el número 81 y alcanzó el número 1 en el Billboard Hot 100 en la edición del 6 de agosto de 2016. La canción se convirtió en el primer número uno para Sia en Estados Unidos, y el cuarto para Sean Paul (después de "Baby Boy" (con Beyoncé) y "Get Busy" en 2003, así como la "Temperature" en 2006). Con "Cheap Thrills", Sia se convirtió en la primera mujer de más de 40 años en llegar a la cima de la lista Hot 100 desde que Madonna encabezara la lista Hot 100 con "Music" en 2000.
También se ha convertido en la tercera canción de una artista femenina más escuchada en la historia de Spotify, superando a «Work», de Rihanna, en noviembre de 2016, y después a «Hello», de Adele, en mayo de 2017 cuenta con más de 1.100.000 de streamings en total. La canción cuenta con un liryc video junto al rapero Sean Paul, el cual se ha convertido en el primero de toda la historia de YouTube en superar los 500.000.000 de visitas. El lyric video llegó a contar con más de 1.400.000.000 de visitas aproximadamente, y su vídeo original, con más de 390.000.000 de visitas.

## Uso en otros medios
La canción está incluida asimismo en el videojuego de baile Just Dance 2017.
La canción se escucha brevemente durante una secuencia de la película Black Widow (2021) de Marvel Studios. ￼

## Listado de pistas
Descarga digital
1. "Cheap Thrills" (featuring Sean Paul) – 3:44
2. "Cheap Thrills" (album version) – 3:30

Descarga digital (Remixes)
1. "Cheap Thrills" (Hex Cougar Remix) – 3:49
2. "Cheap Thrills" (Le Youth Remix featuring Sean Paul) – 3:39
3. "Cheap Thrills" (RAC Remix) – 4:09
4. "Cheap Thrills" (Nomero Remix) – 4:11
5. "Cheap Thrills" (Sted-E & Hybrid Heights Remix) – 5:35
6. "Cheap Thrills" (Cyril Hahn Remix) – 4:45
7. "Cheap Thrills" (John J-C Carr Remix) – 5:16
8. "Cheap Thrills" (Remix featuring Nicky Jam) – 3:32

## Listas
{singlechart|Switzerland|2|artist=Sia|song=Cheap Thrills|rowheader=true|accessdate=4 de abril de 2016}}

| Lista (2016)                           | Mejor posición |
| -------------------------------------- | -------------- |
| Argentina (Monitor Latino)             | 1              |
| Argentina (LOS40 Argentina)            | 1              |
| Australia (ARIA)                       | 1              |
| Austria (Ö3 Austria Top 40)            | 1              |
| Bélgica (Flandes) (Ultratop 50)        | 3              |
| Bélgica (Valonia) (Ultratop 50)        | 1              |
| Canadá (Canadian Hot 100)              | 1              |
| Chile (Monitor Latino)                 | 14             |
| Ecuador (National Report)              | 6              |
| República Checa (Rádio Top 100)        | 1              |
| Denmark (Tracklisten)                  | 2              |
| Denmark Digital Songs (Billboard)      | 1              |
| Finlandia (OFC)                        | 4              |
| Francia (SNEP)                         | 1              |
| Alemania (Media Control AG)            | 1              |
| Greece Digital Songs (Billboard)       | 1              |
| Greece Airplay Chart (IFPI)            | 3              |
| Hungría (Rádiós Top 40)                | 1              |
| Hungría (Single Top 40)                | 2              |
| Irlanda (IRMA)                         | 1              |
| Israel (Media Forest)                  | 1              |
| Italia (FIMI)                          | 1              |
| Letonia (Latvijas Top 40)              | 3              |
| Lebanon (Lebanese Top 20)              | 2              |
| Luxembourg Digital Songs (Billboard)   | 1              |
| Mexico Ingles Airplay (Billboard)      | 2              |
| Países Bajos (Dutch Top 40)            | 3              |
| Países Bajos (Mega Single Top 100)     | 3              |
| New Zealand (Recorded Music NZ)        | 3              |
| Noruega (VG-lista)                     | 3              |
| Polonia (Polish Airplay Top 100)       | 2              |
| Poland (Polish TV Airplay Chart)       | 2              |
| Portugal (AFP)                         | 1              |
| Portugal Digital Songs (Billboard)     | 1              |
| Romania (Media Forest)                 | 1              |
| Russia Airplay (Tophit)                | 3              |
| Escocia (Scottish Singles Sales Chart) | 1              |
| Eslovaquia (Rádio Top 100)             | 1              |
| Slovenia (SloTop50)                    | 1              |
| España (Top 100 Canciones)             | 1              |
| España (Los 40 Principales)            | 1              |
| Suecia (Sverigetopplistan)             | 1              |
| Suiza (Romandie Singles Top 20)        | 1              |
| Reino Unido (UK Singles Chart)         | 2              |
| Estados Unidos (Billboard Hot 100)     | 1              |
| Estados Unidos (Adult Contemporary)    | 5              |
| Estados Unidos (Adult Top 40)          | 1              |
| Estados Unidos (Hot Dance Club Songs)  | 1              |
| Estados Unidos (Mainstream Top 40)     | 1              |
| Venezuela English (Record Report)      | 1              |
| Venezuela Pop (Record Report)          | 1              |

## Certificaciones
| Territorio     | Organismo certificador | Certificación         | Ventas certificadas | Ref.   |        |        |        |        |
| Europa         | Europa                 | Europa                | Europa              | Europa | Europa | Europa | Europa | Europa |
| -------------- | ---------------------- | --------------------- | ------------------- | ------ | ------ | ------ | ------ | ------ |
| Reino Unido    | BPI                    | 2× Platino            | 1,200,000           | [ 60 ] |        |        |        |        |
| Alemania       | BVMI                   | 2× Platino            | 800,000             | [ 61 ] |        |        |        |        |
| Italia         | FIMI                   | Diamante              | 200,000             | [ 62 ] |        |        |        |        |
| España         | PROMUSICAE             | 5× Platino            | 200,000             | [ 63 ] |        |        |        |        |
| Suecia         | GLF                    | 4× Platino            | 160,000             | [ 64 ] |        |        |        |        |
| Dinamarca      | IFPI Denmark           | Platino               | 60,000              | [ 65 ] |        |        |        |        |
| Bélgica        | BEA                    | 2× Platino            | 60,000              | [ 66 ] |        |        |        |        |
| Austria        | IFPI Austria           | Platino               | 30,000              | [ 67 ] |        |        |        |        |
| Polonia        | ZPAV                   | 2× Diamante           | 200,000             | [ 68 ] |        |        |        |        |
| Oceanía        |                        |                       |                     |        |        |        |        |        |
| Australia      | ARIA                   | 4× Platino            | 280,000             | [ 69 ] |        |        |        |        |
| Nueva Zelanda  | RMNZ                   | 2× Platino            | 60,000              | [ 70 ] |        |        |        |        |
| América        |                        |                       |                     |        |        |        |        |        |
| Canadá         | Music Canada           | 7× Platino            | 560,000             | [ 71 ] |        |        |        |        |
| Estados Unidos | RIAA                   | 4× Platino            | 4,000,000           | [ 72 ] |        |        |        |        |
| México         | AMPROFON               | Diamante + 3× Platino | 480,000             | [ 73 ] |        |        |        |        |